# 寝酒
寝酒（ねざけ、英: Nightcap）は、就寝前に酒を飲む行為。または、そのときに飲む酒自体を指す。

## 寝酒に選ばれる酒
ビールやワインなどのアルコール度数が低い酒よりも、リキュールや蒸留酒などのアルコール度数が高い酒を選択することがある。伝統的な寝酒には、ブランデーやアイリッシュクリームのようなクリームをベースとしたリキュールがある。また、寝酒向きとされるカクテル群も存在し、そのようなカクテル群をナイト・キャップと呼び、その中にはナイト・キャップという名称のカクテルも存在する。

## 寝酒文化
英語圏では、寝酒のことをナイトキャップと呼び、一般的な風習となっている。
また、日本でも不眠症の解消を目的として寝酒を飲む人が、不眠に悩んでいる人の30%に至る。

### 睡眠と寝酒
エタノールの睡眠への影響は、その摂取量によって異なる。エタノールには、神経の緊張を緩和する作用があり、寝入りは良くなる（入眠時間の短縮効果）。しかし、摂取量が少量（日本酒で1.5合程度）であれば、レム睡眠とノンレム睡眠のバランスは変わらないとされるものの、摂取量が多くなると、ノンレム睡眠の状態が長時間続く（レム睡眠が減少する）という、睡眠の質の変化が起こる。このため、十分に休まらないという指摘がある。また、中途覚醒や早朝覚醒の原因ともなる。これは、エタノールは、摂取後短い時間は眠気を引き起こすものの、数時間すると、逆に覚醒させる方向に働くためである

。
また、睡眠時呼吸障害（睡眠時無呼吸症）がある場合は、エタノールには呼吸抑制作用があるため、寝酒を行うべきではないとされている

。
なお、エタノールを摂取すると、いびきも酷くしてしまう

。

### 不眠症と寝酒
日本人では不眠症の解消に寝酒を飲む人間は多い。その背景として「睡眠薬は怖い」という先入観がある。しかし、医療関係者からは、寝酒よりも睡眠薬の方が遥かによいと言われている。
また、エタノール摂取による入眠時間の短縮効果を利用することを続けて、眠るために寝酒を飲むことが習慣化し、連日飲酒するようになると、エタノールに対する耐性がついてしまう。結果、これまでと同量の酒量では十分な酔いが得られないため、徐々に飲酒量が増えると言われる。飲酒量の増加や連日の飲酒は、身体への負担となり、結果として、様々な疾病の原因となるとされる。（肝臓の病気としてアルコール性肝炎などが有名だが、その他の臓器にも悪影響を与える。）
このように、そもそも連日の飲酒自体、避けるように薦められているのだが、眠るために寝酒を飲むということを習慣化させた場合、飲まないと眠れなくなり、結果、アルコール依存症の一因にもなるとされるので注意が必要である。これは、長期間の大量の飲酒に伴う睡眠の質の変化の反動で、断酒によって不眠になるためと、就眠儀式（眠る前に習慣的に行っていること／例：毎日眠る前に戸締りを確認すること、など。ここでは毎日の寝酒を指す）を行わないために眠れない、など複数の理由が挙げられている。したがって、寝酒としての酒類の摂取量や摂取法には注意が必要である。
医療関係者によれば、不眠症対策として寝酒を飲んでいる人は、ストレス解消を目的として飲酒する人よりも、アルコール依存症になる確率が高い。
なお、睡眠薬と寝酒の併用は自殺行為とまで言われている。